# هادي المحمود
هادي المحمود صدر له كتاب «الهادي إلى تحسين الخط العادي: الرقعة بالقلم العادي» الذي صدر عن دار كنز ناشرون للنشر والتوزيع عام 2019 والذي يُقدّم فيه نصائح وطرق نظريّة وحتى عمليّة من أجل تحسين الخطّ.
حاصل على شهادة الإجازة في العلوم الاجتماعية من الجامعة اللبنانية.
حاصل على درجة الماستر في تخصص الإرشاد والتوجيه النفس اجتماعي. عنوان بحثه :"الذكاء الانفعالي للأطفال ذوي الشلل الدماغي واستراتيجيات الإرشاد النفس اجتماعي لتعزيزه."

## المسيرة المهنيّة
نشر هادي المحمود في الثالث من تموز/يوليو 2019 كتابًا بعنوان «الهادي إلى تحسين الخط العادي: الرقعة بالقلم العادي» عن كنز ناشرون للنشر والتوزيع (الترقيم الدولي: 9789953987026) في نحو 96 صفحة. ذكر المحمود أنَّ الهدف من هذا الكتاب هو إيصال الفكرة المفصَّلة عن الخط العربي اليومي الدارج لطلاب المدارس والجامعات كافة، وذلك بُغية تحسين خطهم وتهذيبه وترتيبه بحيث تستفيد منه جميع الفئات العمرية والوظائفية استنادًا إلى مراجع مختصة بالخط العربي وقواعده كما ذكر. لفت هادي المحمود في كتابه هذا – والذي كان موجَّها نحو طلبة العلم بصفة عامّة – عناية الطلاب إلى الأخطاء اليومية المعتادة في الإملاء، وتعريفهم وإرشادهم إلى الطرق السليمة الصحيحة ليتفادوا هذه الأخطاء كما كتبَ في مقدّمة الكتاب. شرحَ هادي المحمود في كتابه الهادي إلى تحسين الخط العادي: الرقعة بالقلم العادي قاعدة كتابة الحروف من دون الحاجة إلى مختصٍّ بالخط العربي، وهو ما يُسهّل على الطالب التعلّم بيسر بعيدًاعن التعقيد كما ذكر، وشرح أيضًا الحروف وكيفية ولادتها من بعضها بعضًا وأمور أخرى من هذا القبيل تخصُّ اللغة العربيّة.
ترجَم محمود الهادي أيضًا رواية صدرت تحتَ عنوان «الحاج مراد» للكاتب الروسي ليو تولستوي. كتب الأخير هذه الرواية في السنوات الأخيرة من عمره وتحديدًا في فترة كان يُعاني فيها من المرض الذي أدّى إلى وفاته، حتى قيل عنها من قِبل بعض النقاد إنها تبدو كموقفٍ أراد اتخاذه في مواجهة الظلم ومناقشة معنى العدالة. حملت هذه الرواية رأي تولستوي المنتقد لطريقة تعامل روسيا القيصرية مع شعب داغستان. أعاد تولستوي في هذه الرواية تقدير صفات البطولة مقابل رفضه الظلم كما فعل في روايتهِ الشهيرة الحرب والسلم، لكنّه عارض في هذه الرواية – التي ترجمها الكاتب والمترجم اللبناني هادي المحمود – فكرة الفناء من أجل المجد. قدَّم تولستوي في رواية الحاج مراد صورة عن مجمل التاريخ الروسي المليء بالحروب والمؤامرات والخيانات، والمعاناة.
تناولت هذه الرواية المترجَمة التي صدرت عن دار التنوير عام 2016 حياة وشخصية الحاج مراد، التي صوّرها الكاتب بطريقة جذّابة محبّبة، وحياة أهل القفقاس القاسية والظلم الذي يتعرّضون له. اعتُبرت قصة «الحاج مراد» من قِبل بعض النقاد كإحدى أجمل روائع تولستوي، ولقيت إقبالًا واسعًا من القرّاء، بل قِيل إنّها تركت تأثيرًا على غاندي في فكرة المقاومة السلمية، وقال عنها الفيلسوف فيتغنشتاين الذي كان معجّباً بها: «إنها تمتلك برود، ووضوح العمل المتأخر.»

## قائمة أعماله
هذه قائمةٌ بأبرز أعمال الكاتب هادي المحمود:
- الحاج مراد (رواية مترجَمة صدرت عن دار التنوير في بيروت عام 2016)[9]
- الهادي إلى تحسين الخط العادي: الرقعة بالقلم العادي (كتاب صدر عن دار كنز ناشرون للنشر والتوزيع عام 2019)[10]